# Florian Blaas

Florian Blaas mit seiner Gattin Marie

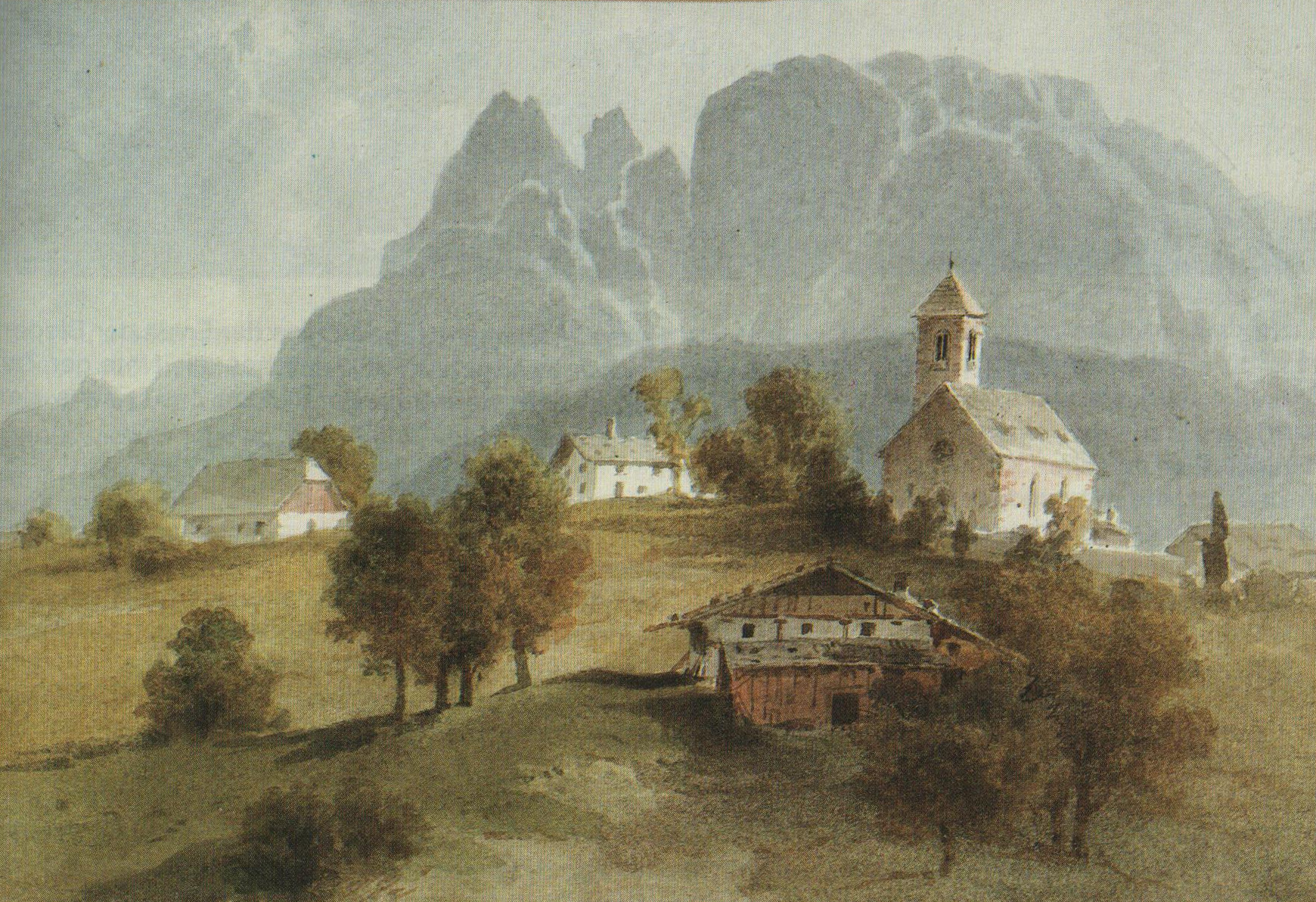
Gemälde "Obervöls" in Südtirol, 1883

Florian Blaas (* 8. April 1828 in Klausen, Südtirol; † 22. Dezember 1906) war ein österreichischer Jurist, Politiker und Maler. Er wurde zum Ehrenbürger der Stadt Innsbruck ernannt.

## Leben
Florian Blaas schlug nach dem Studium in Trient, Graz und Innsbruck die Richter-Laufbahn ein und gehörte von 1862 bis 1897 dem Innsbrucker Gemeinderat an, wo er der Stadt als Mitglied des Finanzkomitees und Obmann der Rechtssektion wertvolle Dienste leistete. Im selben Jahr, in dem man ihn in den Gemeinderat berief, wurde er als Nachfolger für Hieronymus Klebelsberg zum Landtagsabgeordneten der Stadt Innsbruck gewählt. Aus der langen Reihe von Anträgen, welche Blaas im Landtag einbrachte, ist der Antrag auf Errichtung einer Anstalt für Unterbringung arbeitsscheuer und sittenloser Individuen im Jahre 1880 wohl einer der bemerkenswertesten. Von 1875 bis 1877 war Florian Blaas Abgeordneter zum Österreichischen Reichsrat. Zudem wurde er als Jurist zum Oberlandesgerichtsrat ernannt und war in der Folge auch Mitglied des Reichsgerichtsrates. In den Jahren 1848/49 und 1859 wurde er zu der Verteidigung der Monarchie an der Südgrenze zu den Waffen gerufen. Lange Jahre war Florian Blaas auch Mitglied der tirolischen Landesverteidigungsoberbehörde und macht sich in dieser Eigenschaft um die Hebung des Landesverteidigungswesens und Schützenwesens verdient. Er selbst war ein eifriger Schütze und Jäger. Seine politischen Einstellungen galten als liberal (so riet er unter anderem von der Besetzung Bosnien-Herzegowinas durch Österreich-Ungarn ab); er stieß jedoch auf wenig Verständnis bei seinen Zeitgenossen. Am 13. Juli 1901 legte Florian Blaas sein Landtagsmandat nieder, nachdem er früher schon auf seine Würde als Gemeinderat und Reichsratsabgeordneter Verzicht geleistet hatte. Mit seiner Frau Marie, einer geborenen Grasl, hatte er sieben Kinder. Er verstarb im 79. Lebensjahr und wurde unter den Arkaden des Innsbrucker Westfriedhofes beigesetzt.

## Künstlerisches Wirken
Blaas verbrachte seine Freizeit mit Bergmalerei. Die Alpen gehören zu den häufigsten Motiven seiner Arbeiten, welche er als Radierungen, Ölgemälde und Aquarelle erstellte.
Üblicherweise signierte er seine Bilder nicht, da er sie für sich behalten wollte. Nur vereinzelt verschenkte er Bilder an Freunde oder Verwandte, oder an die Gemeinde Mutters, wo er wohnte, oder die Stadt Innsbruck. Vermutlich um das Jahr 1890 beendete er aus Altersgründen die Malerei. Seine Werke wurde in den Jahren 1877, 1879, 1882 und 1903 ausgestellt. 1907 veranstaltete das Tiroler Landesmuseum Ferdinandeum eine Gedächtnisausstellung. Während Bewunderer die ansprechenden Landschaften des Künstlers lobten, warfen ihm die Kritiker vor, dass seinen Ölbildern „eine etwas altfränkische Schulweisheit anklebe“. Der deutsche Schriftsteller Herbert Rosendorfer hat sich in der September-Ausgabe 2008 der Zeitschrift Literatur in Bayern mit Florian Blaas und seinen Gemälden befasst.